# Черкесов, Ишу Ортабаевич
Ишу Ортабаевич Черкесов (карач.-балк. Черкесланы Ортабайны жашы Ишу; 1900, с. Кашхатау, Терская область — 16 марта 1944, ИТЛ, СССР) — советский партийный и государственный деятель. Председатель Совета Народных Комиссаров Кабардино-Балкарской АССР в 1938 г. Депутат Верховного Совета Союза ССР 1-го созыва. Репрессирован, реабилитирован посмертно. По национальности балкарец.

## Биография
- 1931 — 1933 — заведующий Кабардино-Балкарским областным финансовым отделом
- 1933—1934 — 1-й секретарь Балкарского районного комитета ВКП(б)
- 11 сентября 1934 — 25 июня 1937 — председатель Исполнительного комитета Областного Совета Кабардино-Балкарской автономной области
- 1937 — 26 июля 1938 — председатель Исполнительного комитета Советов Кабардино-Балкарской АССР[6]
- 26 июля — 20 ноября 1938 — председатель Совета народных комиссаров Кабардино-Балкарской АССР
- 15 ноября 1938 — арест. Арестован в тот же месяц что и аресты 17 высших руководителей КБАССР, среди которых: Калмыков Б. Э. (12 ноября) — 1-й секретарь, Канкулов М. Г.— пред президиума ВС, Звонцов М. И. — 2-й секретарь, Фадеев Ф. И. — нарком земледелия, Карнаух Н. В. — нарком внутренних дел, Кулик И. Ф. — прокурор республики[3].
- 19 октября 1940 — приговорён к 15-ти годам лишения свободы и 5-ти годам поражения в правах. Обвинен по ст.ст. 58-2 (вооруженное восстание), 58-7 (вредительство), 58-11 (участие в контрреволюционной организации) УК РСФСР

## Семья
Жена — Черкесова Гида(Гыдыу) Хасановна (1901— 2000), из семьи кулаков-скотоводов. Балкарка. Арестована в 1938 г. Сослана вместе с детьми на 5 лет в Казахстан.
- Дети: сын — Борис (1929—1992), дочь — Роза (1932 —2024 )[3]